# Верхня Куенга
Верхня Куе́нга (рос. Верхняя Куэнга) — село у складі Стрітенського району Забайкальського краю, Росія. Адміністративний центр Верхньо-Куенгинського сільського поселення.

## Населення
Населення — 458 осіб (2010; 562 у 2002).
Національний склад (станом на 2002 рік):
- росіяни — 100 %